# Аліка Мілова
Аліка Мілова  (ест. Alika Milova; нар. 5 вересня 2002, Нарва; також відома як Аліка) — естонська співачка, яка представляла Естонію на Євробаченні 2023 з піснею «Bridges».

## Кар'єра
Аліка стала відомою завдяки участі в різноманітних співочих конкурсах і телевізійних програмах в Естонії та за кордоном з дитинства, серед яких: Балтійський голос, Дитяча Нова хвиля, Талант Каунасу, Конкурс пісні Браво і Berlin Perle. У дорослому віці здобула визнання у 2021 році завдяки своїй перемозі у восьмому випуску естонського шоу талантів Eesti otsib superstaari, яка принесла їй контракт із звукозаписною компанією Universal Music Group.
1 листопада 2022 року було оголошено, що Аліка братиме участь у Eesti Laul 2023 із піснею «Bridges». Вона виступила в другому півфіналі, після чого кваліфікувалася до фіналу. 11 лютого 2023 року Аліка виступила у фіналі, де телеголосування визначило її переможницею серед 12 учасників і вона стала представницею Естонії на Пісенному конкурсі Євробачення 2023 у Ліверпулі. У фіналі співачка набрала 168 бали та посіла 8 місце.

## Особисте життя
Аліка народилася в родині етнічних росіян в прикордонному з Естонією містечку Нарва. Більшість її родини походить з Криму, Україна. Члени родини, які все ще жили там, переїхали до Києва після російського вторгнення та окупації Криму в 2014 році. 
Сестра Аліки, Валерія Мілова, є професійною танцівницею та була учасницею турецької та ірландської версій Танців із зірками.

## Дискографія

### Сингли
- 2021 — «Õnnenumber»
- 2022 — «Bon Appetit»
- 2022 — «C'est La Vie»
- 2022 — «Bridges»
- 2023 — «You»
- 2023 — «Too Much»
- 2023 — «Lihtsalt veab»
- 2023 — «Õde ütles»

Дебютний альбом
- 2023 — «ALIKA»